# Olympique Gymnaste Club de Nice 1977-1978
Questa voce raccoglie le informazioni riguardanti l'Olympique Gymnaste Club de Nice nelle competizioni ufficiali della stagione 1977-1978.

## Stagione
Per quasi tutta la durata del campionato il Nizza fece parte del gruppo di squadre candidate alla vittoria del titolo, guidando per diverse giornate la classifica e lottando assieme ai futuri vincitori del Monaco, all'Olympique Marsiglia e al Nantes; nella seconda metà del girone di ritorno la squadra totalizzò sei punti negli ultimi dieci incontri, allontanandosi dalla lotta per il titolo e per le posizioni in Coppa UEFA, fino all'ottavo posto conclusivo.
In Coppa di Francia il Nizza giunse in finale, dopo aver eliminato alcune delle avversarie per la lotta al titolo come il Nantes ai quarti di finale e il Monaco in semifinale. All'atto conclusivo della coppa nazionale i nizzardi furono sconfitti dal Nancy di Platini, autore della rete che decise l'incontro.

## Maglie e sponsor
Gli sponsor tecnici per la stagione 1977-1978 sono Le Coq Sportif per il campionato e Adidas per la Coppa di Francia mentre gli sponsor ufficiali sono, rispettivamente, JVC Hi-Fi TV e RTL.
| Manica sinistra · Manica sinistra · Maglietta · Maglietta · Manica destra · Manica destra · Pantaloncini · Calzettoni | Manica sinistra · Manica sinistra · Maglietta · Maglietta · Manica destra · Manica destra · Pantaloncini · Calzettoni | Manica sinistra · Manica sinistra · Maglietta · Maglietta · Manica destra · Manica destra · Pantaloncini · Calzettoni |  |

## Organigramma societario
Area direttiva
- Presidente: Roger Loeuillet

Area organizzativa
- Segretario generale: René Matteudi

Area tecnica
- Allenatore: Léon Rossi
- Allenatore in seconda: Ferry Koczur, Christian Damiano

Area sanitaria
- Massaggiatore: Christian Gal

## Rosa
| N. |                       | Ruolo | Calciatore          |
| -- | --------------------- | ----- | ------------------- |
|    | Francia (bandiera)    | P     | Dominique Baratelli |
|    | Francia (bandiera)    | P     | Georges Jacomo      |
|    | Francia (bandiera)    | P     | Christian Peyron    |
|    | Uruguay (bandiera)    | D     | Juan Pedro Ascery   |
|    | Francia (bandiera)    | D     | Robert Barraja      |
|    | Francia (bandiera)    | D     | Christian Cappadona |
|    | Francia (bandiera)    | D     | Baptiste Gentili    |
|    | Jugoslavia (bandiera) | D     | Josip Katalinski    |
|    | Francia (bandiera)    | D     | Dominique Morabito  |
|    | Francia (bandiera)    | D     | Daniel Nicoud       |
|    | Francia (bandiera)    | D     | Michel Pigal        |
|    | Francia (bandiera)    | D     | Henri Zambelli      |
|    | Francia (bandiera)    | C     | René Bocchi         |

| N. |                       | Ruolo | Calciatore                   |
| -- | --------------------- | ----- | ---------------------------- |
|    | Francia (bandiera)    | C     | Jean-Marc Guillou (capitano) |
|    | Francia (bandiera)    | C     | Jean-Noël Huck               |
|    | Francia (bandiera)    | C     | Gilbert Joël Jouve           |
|    | Francia (bandiera)    | C     | Roger Jouve                  |
|    | Francia (bandiera)    | C     | Thierry Massa                |
|    | Francia (bandiera)    | C     | Jean-Claude Rolant           |
|    | Jugoslavia (bandiera) | A     | Nenad Bjeković               |
|    | Francia (bandiera)    | A     | Gérard Buscher               |
|    | Francia (bandiera)    | A     | Bernard Castellani           |
|    | Francia (bandiera)    | A     | Jean-Marc Cohen              |
|    | Francia (bandiera)    | A     | Daniel Sanchez               |
|    | Ciad (bandiera)       | A     | Nabatingue Toko              |

## Risultati

### Division 1

#### Girone di andata
| 1ª giornata | Nizza | 1 – 0 | Nantes |  |

| 2ª giornata | Sochaux | 1 – 2 | Nizza |  |

| 3ª giornata | Nizza | 1 – 1 | Metz |  |

| 4ª giornata | Saint-Étienne | 1 – 2 | Nizza |  |

| 5ª giornata | Nizza | 3 – 1 | Nîmes |  |

| 6ª giornata | Bordeaux | 3 – 5 | Nizza |  |

| 7ª giornata | Nizza | 4 – 1 | Troyes AF |  |

| 17 settembre 1977 8ª giornata | Lens | 3 – 1 | Nizza |  |

| 9ª giornata | Nizza | 1 – 1 | Monaco |  |

| 10ª giornata | Paris Saint-Germain | 0 – 3 | Nizza |  |

| 11ª giornata | Nizza | 4 – 2 | Laval |  |

| 12ª giornata | Strasburgo | 2 – 1 | Nizza |  |

| 13ª giornata | Nizza | 4 – 2 | Stade Reims |  |

| 14ª giornata | Olympique Marsiglia | 2 – 0 | Nizza |  |

| 15ª giornata | Nizza | 3 – 7 | Nancy |  |

| 16ª giornata | Valenciennes | 2 – 4 | Nizza |  |

| Arbitro: | Vautrot |

|                       |           |            |
| Bjeković 6’, 53’, 85’ | Marcatori | 61’ Larios |

| 18ª giornata | Rouen | 2 – 0 | Nizza |  |

| 19ª giornata | Nizza | 3 – 1 | Olympique Lione |  |

#### Girone di ritorno
| 20ª giornata | Nizza | 4 – 1 | Sochaux |  |

| 21ª giornata | Metz | 2 – 0 | Nizza |  |

| 22ª giornata | Nizza | 2 – 1 | Saint-Étienne |  |

| 23ª giornata | Nîmes | 1 – 1 | Nizza |  |

| 24ª giornata | Nizza | 1 – 0 | Bordeaux |  |

| 25ª giornata | Troyes AF | 1 – 3 | Nizza |  |

| 2 febbraio 1978 26ª giornata | Nizza | 4 – 5 | Lens |  |

| 27ª giornata | Monaco | 2 – 0 | Nizza |  |

| 28ª giornata | Nizza | 2 – 3 | Paris Saint-Germain |  |

| 29ª giornata | Laval | 2 – 0 | Nizza |  |

| 30ª giornata | Nizza | 1 – 1 | Strasburgo |  |

| 31ª giornata | Stade Reims | 1 – 1 | Nizza |  |

| 32ª giornata | Nizza | 1 – 1 | Olympique Marsiglia |  |

| 33ª giornata | Nancy | 1 – 1 | Nizza |  |

| 34ª giornata | Nizza | 0 – 2 | Valenciennes |  |

| Arbitro: | Leloup |

|                                     |           |              |
| Mariot 3’ Aussu 27’, 56’ Krimau 49’ | Marcatori | 44’ Bjeković |

| 36ª giornata | Nizza | 6 – 1 | Rouen |  |

| 37ª giornata | Olympique Lione | 1 – 1 | Nizza |  |

| 38ª giornata | Nantes | 6 – 1 | Nizza |  |

### Coppa di Francia
| Arbitro: | Di Bernardo |

|                   |           |             |
| Huck 54’ Toko 65’ | Marcatori | 24’ Serpoix |

| Arbitro: | Martin |

|                          |           |           |
| Bjeković 51’ Sanchez 56’ | Marcatori | 85’ Adams |

| Arbitro: | Konrath |

|                                     |           |                              |
| Bianchi 20’ M'Pelé 63’ Brisson 115’ | Marcatori | 88’ Ascery 98’, 114’ Sanchez |

| Arbitro: | Wurtz |

|  |           |                       |
|  | Marcatori | 14’ Bjeković 63’ Toko |

| Arbitro: | Meeus |

|                                        |           |  |
| Bjeković 40’ (rig.) Toko 73’ Jouve 80’ | Marcatori |  |

| Arbitro: | Delmer |

|                                           |           |              |
| Huck 26’ Bjeković 31’, 82’ Castellani 57’ | Marcatori | 8’ Rampillon |

| Arbitro: | Konrath |

|            |           |  |
| Michel 40’ | Marcatori |  |

| Arbitro: | Vautrot |

|             |           |  |
| Guillou 39’ | Marcatori |  |

| Arbitro: | Delmer |

|            |           |              |
| Nogues 23’ | Marcatori | 71’ Bjeković |

| Arbitro: | Verbecke |

|             |           |  |
| Platini 57’ | Marcatori |  |

## Statistiche

### Statistiche di squadra
| Competizione     | Punti | In casa | In casa | In casa | In casa | In casa | In casa | In trasferta | In trasferta | In trasferta | In trasferta | In trasferta | In trasferta | Totale | Totale | Totale | Totale | Totale | Totale | DR  |
| Competizione     | Punti | G       | V       | N       | P       | Gf      | Gs      | G            | V            | N            | P            | Gf           | Gs           | G      | V      | N      | P      | Gf     | Gs     | DR  |
| ---------------- | ----- | ------- | ------- | ------- | ------- | ------- | ------- | ------------ | ------------ | ------------ | ------------ | ------------ | ------------ | ------ | ------ | ------ | ------ | ------ | ------ | --- |
| Division 1       | 41    | 19      | 12      | 3       | 4       | 48      | 32      | 19           | 5            | 4            | 10           | 24           | 38           | 38     | 17     | 7      | 14     | 72     | 70     | +2  |
| Coppa di Francia | -     | 5       | 5       | 0       | 0       | 12      | 3       | 5            | 1            | 2            | 2            | 6            | 6            | 10     | 6      | 2      | 2      | 18     | 8      | +10 |
| Totale           | -     | 24      | 17      | 3       | 4       | 60      | 35      | 24           | 6            | 6            | 12           | 30           | 44           | 48     | 23     | 9      | 16     | 90     | 78     | +12 |

### Andamento in campionato
| Giornata  | 1 | 2 | 3 | 4 | 5 | 6 | 7 | 8 | 9 | 10 | 11 | 12 | 13 | 14 | 15 | 16 | 17 | 18 | 19 | 20 | 21 | 22 | 23 | 24 | 25 | 26 | 27 | 28 | 29 | 30 | 31 | 32 | 33 | 34 | 35 | 36 | 37 | 38 |
| --------- | - | - | - | - | - | - | - | - | - | -- | -- | -- | -- | -- | -- | -- | -- | -- | -- | -- | -- | -- | -- | -- | -- | -- | -- | -- | -- | -- | -- | -- | -- | -- | -- | -- | -- | -- |
| Luogo     | C | T | C | T | C | T | C | T | C | T  | C  | T  | C  | T  | T  | C  | T  | C  | C  | T  | T  | C  | C  | C  | T  | C  | T  | C  | C  | T  | T  | C  | T  | C  | T  | C  | T  | T  |
| Risultato | V | V | N | V | V | V | V | P | N | V  | V  | P  | V  | P  | V  | V  | P  | V  | V  | P  | N  | V  | P  | V  | P  | V  | P  | P  | P  | N  | P  | N  | N  | P  | P  | V  | N  | P  |
| Posizione | 8 | 4 | 3 | 2 | 2 | 1 | 1 | 2 | 2 | 1  | 1  | 2  | 1  | 2  | 3  | 3  | 3  | 3  | 2  | 2  | 3  | 2  | 2  | 1  | 2  | 1  | 3  | 4  | 5  | 5  | 6  | 5  | 6  | 8  | 9  | 6  | 7  | 8  |

Fonte:  France » Ligue 1 1977/1978 » Schedule, su worldfootball.net.
Legenda:

Luogo: C = Casa; T = Trasferta. Risultato: V = Vittoria; N = Pareggio; P = Sconfitta.

### Statistiche dei giocatori
| Giocatore     | Division 1 | Division 1 | Division 1  | Division 1 | Coppa di Francia | Coppa di Francia | Coppa di Francia | Coppa di Francia | Totale   | Totale | Totale      | Totale     |
| Giocatore     | Presenze   | Reti       | Ammonizioni | Espulsioni | Presenze         | Reti             | Ammonizioni      | Espulsioni       | Presenze | Reti   | Ammonizioni | Espulsioni |
| ------------- | ---------- | ---------- | ----------- | ---------- | ---------------- | ---------------- | ---------------- | ---------------- | -------- | ------ | ----------- | ---------- |
| J.P. Ascery   | 30         | 3          | 1           | 0          | 3                | 1                | ?                | ?                | 33       | 4      | 1+          | 0+         |
| D. Baratelli  | 20         | -51        | 0           | 0          | 5                | -?               | ?                | ?                | 25       | -51+   | 0+          | 0+         |
| R. Barraja    | 35         | 2          | 3           | 0          | 10               | 0                | ?                | ?                | 45       | 2      | 3+          | 0+         |
| N. Bjeković   | 35         | 29         | 0           | 0          | 10               | 5                | ?                | ?                | 45       | 34     | 0+          | 0+         |
| R. Bocchi     | 17         | 2          | 0           | 0          | 2                | 0                | ?                | ?                | 19       | 2      | 0+          | 0+         |
| G. Buscher    | 3          | 0          | 0           | 0          | 2                | 0                | ?                | ?                | 5        | 0      | 0+          | 0+         |
| C. Cappadona  | 28         | 0          | 1           | 0          | 8                | 0                | ?                | ?                | 36       | 0      | 1+          | 0+         |
| B. Castellani | 7          | 1          | 0           | 0          | 4                | 0                | ?                | ?                | 11       | 1      | 0+          | 0+         |
| J.M. Cohen    | 1          | 0          | 0           | 0          | 0                | 0                | 0                | 0                | 1        | 0      | 0           | 0          |
| J.M. Guillou  | 36         | 4          | 3           | 1          | 10               | 1                | ?                | ?                | 46       | 5      | 3+          | 1+         |
| J.N. Huck     | 33         | 2          | 0           | 0          | 8                | 2                | ?                | ?                | 41       | 4      | 0+          | 0+         |
| G. Jacomo     | 13         | -19        | 0           | 0          | 4                | -?               | ?                | ?                | 17       | -19+   | 0+          | 0+         |
| G.J. Jouve    | 5          | 1          | 1           | 0          | 6                | 0                | ?                | ?                | 11       | 1      | 1+          | 0+         |
| R. Jouve      | 31         | 5          | 1           | 0          | 6                | 1                | ?                | ?                | 37       | 6      | 1+          | 0+         |
| J. Katalinski | 35         | 11         | 2           | 0          | 10               | 0                | ?                | ?                | 45       | 11     | 2+          | 0+         |
| T. Massa      | 5          | 0          | 0           | 0          | 0                | 0                | 0                | 0                | 5        | 0      | 0           | 0          |
| D. Morabito   | 10         | 0          | 0           | 0          | 9                | 0                | ?                | ?                | 19       | 0      | 0+          | 0+         |
| D. Nicoud     | 3          | 0          | 0           | 0          | 0                | 0                | 0                | 0                | 3        | 0      | 0           | 0          |
| C. Peyron     | 5          | -14        | 0           | 0          | 1                | -?               | ?                | ?                | 6        | -14+   | 0+          | 0+         |
| M. Pigal      | 10         | 0          | 0           | 0          | 0                | 0                | 0                | 0                | 10       | 0      | 0           | 0          |
| D. Sanchez    | 37         | 4          | 0           | 0          | 10               | 3                | ?                | ?                | 47       | 7      | 0+          | 0+         |
| N. Toko       | 32         | 8          | 1           | 0          | 7                | 2                | ?                | ?                | 39       | 10     | 1+          | 0+         |
| H. Zambelli   | 28         | 0          | 1           | 0          | 9                | 0                | ?                | ?                | 37       | 0      | 1+          | 0+         |